# Тихомир Влашкалић
Тихомир Влашкалић (1923 — 1993) био је југословенски и српски економиста, учесник Народноослободилачке борбе и друштвено-политички радник СФР Југославије и СР Србије.

## Биографија
Тихомир Влашкалић рођен је 1. јануара 1923. године у Кули. Члан Комунистичке партије Југославије постао је 1945. године.
Учесник Народноослободилачке борбе био је од 1944. године. Дипломирао је на Економском факултету у Београду 1949, а на којем је асистент од 1950. године. Докторску дисертацију „Аграрна реформа у СФРЈ 1945. године“ одбранио је 1957. године, након чега је изабран за доцента. За ванредног професора изабран је 1962, а за редовног професора 1968. године. Боравио је на специјализацији у Уједињеном Краљевству 1959. и у Економској комисији Уједињених нација за Европу у Женеви 1960. и 1961. године.
Био је посланик Скупштине СР Србије, секретар Савеза економиста Југославије, члан Централног комитета Савеза комуниста Србије, Централног комитета СКЈ и члан Извршног већа Скупштине СР Србије 1967. и 1969. године. Од 26. октобра 1972. до маја 1982. године био је председник Централног комитета СК Србије.
За радове из области социјалистичке робне производње и привредног система Југославије награђен је, са групом аутора, републичком наградом за научни рад СР Хрватске „Божидар Аџија“ 1966. године.
Умро је у децембру 1993. године.

## Одабрана дела
- „Економски положај робних произвођача у нашем привредном систему и облик деловања закона вредности“, 1964.
- „Производни процес у социјалистичком предузећу као робном произвођачу, прилог историјској анализи“, 1966.
- „Елементи система расподеле у самоуправном систему привређивања“, 1968. итд.